# Noli me tangere (Bramantino)
Il Noli me tangere è un affresco staccato (214x104 cm) di Bramantino, databile al 1498-1500 circa e conservato nella Pinacoteca del Castello Sforzesco a Milano.

## Storia
L'opera proviene dalla chiesa di Santa Maria del Giardino ed entrò nella raccolta civica nel 1867, attraverso un dono di Prospero Moisè Loria. 
Si tratta di una delle più antiche opere del pittore a rivelare un'influenza di Bramante, in particolare degli Uomini d'arme di casa Visconti Panigarola, affrescati nel 1497. Negli stessi anni inoltre la chiesa era oggetto di importanti lavori di decorazione diretta da Vincenzo Foppa.

## Descrizione e stile
Cristo si erge sulla Maddalena inginocchiata, sovrastandola anche con la leggera rotazione del busto all'indietro, che slancia la sua figura. Il panneggio gonfio e spiegazzato e la semplificazione dei volumi delle anatomie, uniti alla luce fredda e metallica suggeriscono infatti una datazione agli anni '90, vicina a opere quali Filemone e Bauci del Wallraf-Richartz Museum, l'Adorazione dei Magi della National Gallery di Londra e la Pietà di Brera. 
Interessante è lo sfondo architettonico, basato sulla rappresentazione di volumi: alla quinta piatta delle mura merlate si contrappone il volume cupoliforme della montagnola del sepolcro.